# Samet Rakipoğlu
Samet Rakipoğlu (* 11. Februar 1996 in Samsun) ist ein türkischer Fußballspieler.

## Karriere
Rakipoğlu erlernte das Fußballspielen u. a. in der Nachwuchsabteilung des Istanbuler Vereins Ümraniyespor. Bei dem Drittligisten begann er im Sommer 2015 seine Profikarriere. Hier beendete er mit seinem Team die Saison 2015/16 als Meister der TFF 2. Lig und war damit am ersten Aufstieg der Vereinsgeschichte in die TFF 1. Lig beteiligt.

## Erfolge
Mit Ümraniyespor
- Meister TFF 2. Lig und Aufstieg in die TFF 1. Lig: 2015/16